# Drei mal Neun
Drei mal Neun war eine Donnerstag-Abend-Fernsehshow des ZDF, die von Wim Thoelke erdacht und präsentiert wurde.

## Vorgeschichte
Mit Auslaufen von Vergißmeinnicht musste Peter Frankenfeld seine Karriere als Showmaster vorübergehend beenden, da das ZDF nun auf den 14 Jahre jüngeren Wim Thoelke setzte. Dieser erfuhr während seines Sommerurlaubs 1970 im südholländischen Badeort Noordwijk, dass man ihn dringend suche: In Bild stand unter der Titelschlagzeile Wim soll Wellen machen, er sei die neue Showhoffnung des ZDF, man wisse aber nicht, wie man ihn erreichen könne. Ein Anruf ergab, dass Thoelke sofort zur Vertragsunterzeichnung nach Mainz kommen solle, da der Showstart bereits für September vorgesehen war. Für diese Show plante Thoelke dann viele Elemente, so dass, wenn jemandem etwas nicht gefiel, er nur fünf Minuten warten musste, um wieder etwas anderes zu sehen. Grundlage war ein Quiz mit vier Mitspielern.

## Aktion Sorgenkind
Erst nachträglich nahm Wim Thoelke die Lotterie zu Gunsten der Aktion Sorgenkind in seine Planung auf, für die er 15 Minuten Platz schaffen musste: Diese Lotterie sollte eigentlich mit dem Ende von Vergißmeinnicht eingestellt werden. Da daraufhin aber viele Behinderteneinrichtungen hätten geschlossen werden müssen, wünschte sich der ZDF-Intendant Karl Holzamer ihre Fortsetzung. Thoelke bat im Gegenzug darum, Walter Spahrbier weiter auftreten zu lassen, um die Kontinuität zu wahren.
Zur Teilnahme lagen in allen Banken, Sparkassen und Postämtern Lose aus, mit denen ein Betrag zwischen 1,11 DM und 9,99 DM einzuzahlen war, was stets mit allen Beträgen mehrfach geschah. In der Sendung wurden ein Betrag ermittelt und dann aus den betreffenden Losen die Gewinner gezogen.

## Namensgebung
Durch die dreistellige Glückszahl kam Thoelke auf den Namen Drei mal Neun. Dies hatte weitere Sendungen mit Zahlen im Namen zur Folge, darunter die Spielshow Acht nach 8 und insbesondere die Talkshow 3 nach 9 von Radio Bremen.

## Wum
Wim Thoelke hätte gerne ein Ende der Sendung gehabt wie jenes von Einer wird gewinnen mit Martin Jente. Allerdings wollte er es nicht direkt nachmachen, zumal solch ein Ideenklau seinerzeit nicht üblich war. Daraufhin beschloss er die Sendung mit der Zeichentrickfigur Wum, einem Hund, gezeichnet und gesprochen von Loriot, mit der er sich unterhielt. Bei den Kindern war Wum äußerst beliebt. Damit sie nicht bis zum Ende der Sendung aufbleiben mussten, verlegte man Wum dann auf einen frühen Zeitpunkt in der Sendung.

## Team

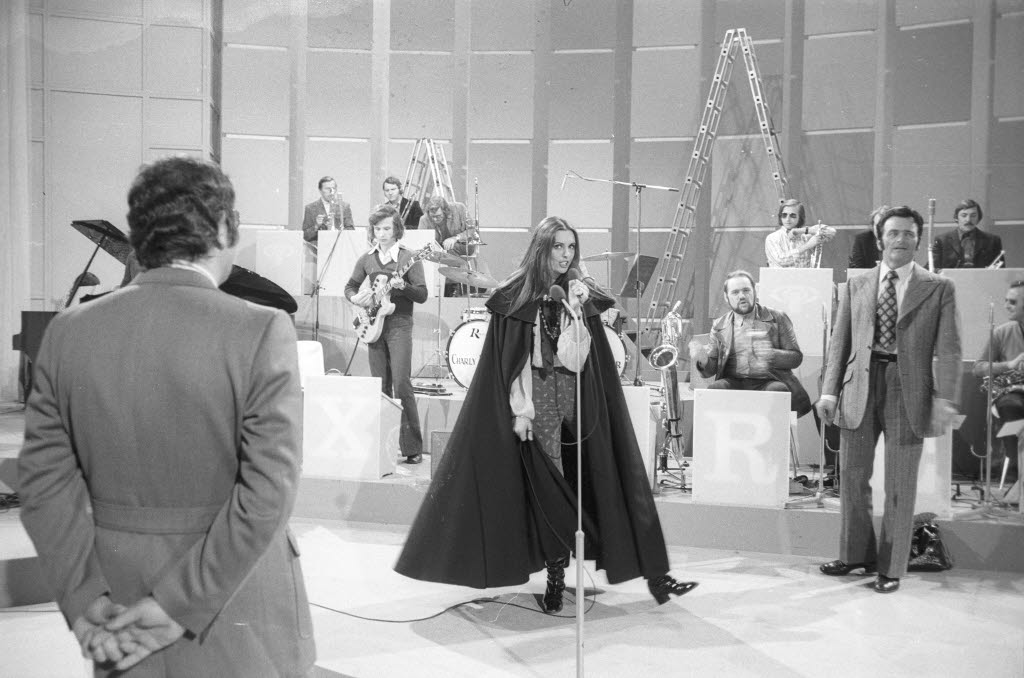
Proben für die Aufzeichnung im April 1972 in Kiel, mit Daliah Lavi und Max Greger

Zu Drei mal Neun gehörten neben Walter Spahrbier auch Max Greger mit seiner Bigband, das ZDF-Fernsehballett sowie die beiden Assistentinnen Gabi und Rabea, die stets passend zueinander gekleidet waren.
Rabea Hartmann begegnete Thoelke erstmals als persönliche Assistentin und Referentin für Mode im Büro von Josef Neckermann. Thoelke hatte bei den beiden angefragt, ob Rabea bei seiner Show mitmachen würde und sie dann in der ersten Ausgabe als Sachbearbeiterin für Öffentlichkeitsarbeit bei einem großen Handelskonzern in Frankfurt vorgestellt. Rabea Hartmann betrieb später ein eigenes „Studio für Farbentwürfe“ auf Hof Iben bei Bad Kreuznach, das sie 1972 mit Friedrich-Ernst von Garnier gegründet hatte.
Gabi Schnelle war die Empfehlung der Kostümbildnerin; sie wollte eigentlich zum Radio und wurde später eine bekannte Moderatorin von Bayern 3. Thoelke stellte sie als Dolmetscherin für Industrie und Handel mit einem eigenen, aber kleinen Übersetzungsbüro in München vor.

## Ablauf
Titel
Das Ballett sang und tanzte zur Titelmelodie mit dem Text:

„Das Glücksrad drehet sich, das Glücksrad drehet sich

Für Sie ist heute alles drin

Das Glücksrad drehet sich, das Glücksrad drehet sich

Es wartet heute auf Sie der Hauptgewinn

Spiel mit, das Glück macht heute eine Show

Spiel mit, heute sagt Fortuna nicht No

Ihr 1 × 1 heißt 3 × 9

man darf sich auf’s Ergebnis freu’n

Das Glück steht heut' am Ziel von unserem Spiel.“

Der gute Rat des Monats
Erster Programmpunkt war die etwa einminütige Videoeinspielung Der gute Rat des Monats. Sie zeigte einen lustigen Rat, der für eine heitere Stimmung sorgen sollte. Den Text dazu schrieb Thoelke selbst, den Experten in der Einspielung gab der Redakteur und ehemalige Schauspieler Achim Rödel. Die Idee entstand aus Thoelkes guter Erfahrung mit heiterer Ironie im Aktuellen Sportstudio.
Vorstellung der Kandidaten
Es spielten zwei Kandidatenpaare mit, jeweils ein Mann und eine Frau, die zu Beginn der Sendung auf einen hohen Podest auf Ledersofas saßen. Sie wurden bereits beim Herabsteigen auf der Treppe von Gabi vorgestellt, damit das anschließende Gespräch mit Thoelke kurz gehalten werden konnte und Tempo in die Sendung kam. Außerdem sollten die Assistentinnen mehr tun, als nur Gegenstände herbeibringen.
Ab 1972 durfte der Sieger bei der nächsten Sendung mit einem Partner seiner Wahl erneut antreten.
1. Showblock
Ein zumeist deutschsprachiger Sänger trat auf.
1. Spielrunde
Die Kandidaten spielten ein von Folge zu Folge unterschiedliches Wortspiel und bekamen dafür Punkte.
Prominente Amateurmusiker
In diesem Teil musizierten prominente Gäste, bei denen es sich nicht um professionelle Musiker handelte. Darunter waren häufig Politiker. So sangen in der ersten Ausgabe Richard Stücklen, Wolfgang Mischnick und Jockel Fuchs. Zwei Ereignisse dieser Rubrik sorgten dafür, dass Drei mal Neun noch lange nach seiner Einstellung bekannt blieb:
In der 8. Folge spielte der Verteidigungsminister Helmut Schmidt Gershwin-Melodien auf einer elektronischen Orgel. Thoelke hatte zuvor anfragen lassen, ob er ein Instrument zum Üben vorbei schicken sollte, Schmidt hielt dies aber nicht für nötig. In der Sendung verspielte er sich schließlich, so dass er noch einmal von vorne beginnen musste. Dass dies Schmidt passierte, der als Perfektionist galt und gewöhnlich keine Fehler beging, brachte ihm große Sympathie bei den Zuschauern ein.
Der Bundesaußenminister Walter Scheel hatte das Lied Hoch auf dem gelben Wagen gemeinsam mit dem Düsseldorfer Männergesangverein, zu dessen Mitgliedern er gehörte, als Single veröffentlicht, um in Hinblick auf die Kandidatur zum Bundespräsidenten an Popularität zu gewinnen. Wim Thoelke ließ daraufhin anfragen, ob er in seine Sendung kommen würde. Scheel stimmte unter der Bedingung zu, dass er den Gesangsverein mitbringen dürfe. In der Sendung – es handelte sich um die 27. Folge und die Weihnachtssendung 1973 – musste Playback gesungen werden, was Scheel aber ebenso perfekt gelang wie die Schallplattenaufnahme. Unterstützt durch den Fernsehauftritt erreichte der Titel eine immense Beliebtheit und sogar Platz 5 in den Charts. Im Auswärtigen Amt erwog man sogar, die Welle zu bremsen – es waren aber keine Gegenmaßnahmen denkbar. Walter Scheel gelang es dann auch, als Bundespräsident sehr populär zu sein.
Ziehung der Glückszahl
Zum Ermitteln des Betrags gab es eine Anordnung aus drei Glücksrädern, die eine zentrale Bedeutung für die Sendung hatten und auch zu Beginn des Vorspanns erschienen. Sie wurden elektromotorisch in Gang gesetzt: Das große der drei Räder trug die Abbildung eines 1-DM-Stücks mit Prägedatum 1970 in seinem Zentrum. Es lief am langsamsten und bestimmte die Vorkommastelle. Das mittelgroße Rad zeigte ein 10-Pf-Stück, hielt als Nächstes an und bestimmte die erste Nachkommastelle. Das kleine Rad zeigte ein 1-Pf-Stück und bestimmte schließlich die zweite Nachkommastelle. Dabei war die Maschine so konstruiert, das im Falle der 1 als erste Ziffer das zweite Rad nicht auf der Position 0 anhalten konnten und im Falle der 1 als erste wie auch zweite Ziffer das dritte Rad nicht auf der Position 0 anhalten konnte. Während der Prozedur spielte das Orchester die Titelmelodie.
Wum
In der Halle hörte man laute „Thöööölke“-Rufe, mit denen Wum auf sich aufmerksam machte. Wim Thoelke stellte sich dann vor eine Leinwand, auf der Wum erschien, und unterhielt sich mit diesem Hund.
2. Spielrunde
Die 2. Spielrunde bestand aus zwei Teilen, nämlich einem weiteren Wortspiel und den Drei-mal-Neun-Kurznachrichten. In letztere waren Fehler eingebaut, die die Kandidaten auf ein Blatt Papier notieren mussten.
3. Showblock
Im dritten Showblock trat ein weiterer Künstler auf, zumeist ein Gesangsstar. In der 28. Sendung holte Rabea gewöhnliche Löffel aus der Kantine des ZDF, die Uri Geller anschließend verbog. Daraufhin glaubten einige Zuschauer, dies sei währenddessen auch mit ihrem heimischen Besteck geschehen. Geller sorgte damit nach dem Musizieren von Helmut Schmidt und Walter Scheel für das dritte Ereignis, das großes Aufsehen erregte und noch lange Zeit an Drei mal Neun erinnerte.
Auslosung
Die Auslosung der Lotteriegewinner nahm Walter Spahrbier persönlich vor. Das Ziehungsgerät für die Lose bestand aus einer elektrisch gedrehten Plexiglaskugel, in die nach dem Anhalten und Öffnen eines Deckels eine Person mit undurchsichtiger Brille hineingriff.
3. Spielrunde
Mit einem Ratespiel wurden weitere Punkte vergeben. Das Paar mit den meisten Punkten durfte dann in die vierte Runde.
4. Showblock
Hier kamen Max Greger und das Ballett zum Einsatz.
Prominentenraten
Die 4. Spielrunde bestand aus dem Prominentenraten. Ein deutschsprachiger prominenter Gast saß hinter beleuchtetem Transparentpapier so, dass seine Silhouette zu erkennen war, und beantwortete einige Fragen. Derjenige Mitspieler, der ihn erkannte, war Sieger. Anschließend zog der Prominente die Hauptgewinner der Lotterie und sprach noch ein wenig mit Thoelke.
Ende
Vor dem Abspann erschien das Fernsehballett mit den Worten:

„Das war’s, das war die Show 3 × 9

Das war’s, ein Spiel, um Sie zu erfreu’n

Und alle, die sich’s ausgedacht, und die heute Abend mitgemacht

sagen Ihnen: Danke Schön!

Auf Wiedersehen:“

## Regie
Den Regisseur durfte sich Wim Thoelke aussuchen. Er wählte Kurt Ulrich, der eine große Erfahrung hatte, was dem komplizierten Ablauf von Drei mal Neun entgegenkam. Zu seinen Arbeiten gehörte Der goldene Schuß, für den er sowohl mit Vico Torriani wie auch mit Lou van Burg die Regie geführt hatte. Seine Spezialität waren Musikszenen; so gelang es ihm beispielsweise, durch das sekundengenaue Einspielen einer Magnetaufzeichnung das Ballett zu verdoppeln. An die Zusammenarbeit mit Thoelke musste er sich aber erst gewöhnen: Während Vico Torriani und Lou van Burg mit vorbereiteten Eröffnungsreden arbeiteten, ließ sich Thoelke stets spontan etwas einfallen und gab erst kurz vor der Sendung die Stichworte zum Starten der Magnetaufzeichnung ab, die er alle mühelos auswendig konnte. Damals brauchte ein Videorecorder noch 10 Sekunden Vorlauf, bis er ein einwandfreies Bild lieferte. Deswegen wurde die Maschine auf ein Stichwort hin gestartet, und der Moderator musste seinen Satz dann in den folgenden 10 Sekunden beenden. Zur Verblüffung von Ulrich funktionierten alle der zahlreichen Einspielungen ungeachtet der minimalen Vorbereitung ohne Pannen.

## Pilotsendung
Von Drei mal Neun wurde zunächst eine komplette Sendung vor Publikum getestet, was vor ausverkauftem Haus in Offenburg stattfand. Gäste waren Rex Gildo und Heinz Engelmann, der als Förster verkleidet erschien und bewies, dass er etwas vom Wald verstand. Diesen Piloten zeichnete man wegen der Kosten nur in Schwarzweiß auf und führte ihn dann im Kreise von Intendant und Programmdirektor vor. Man befand, Thoelke solle so weitermachen, und die erste Ausgabe kam dann aus der Saarlandhalle, wobei mehrere Fernsehzeitschriften und Illustrierte in dieser Woche Wim Thoelke auf dem Titelbild brachten.

## Schallplatten
Von den Musikdarbietungen in der Sendung erschienen mehrere Langspielplatten, von denen ein Teil des Erlöses an die Aktion Sorgenkind floss. Hinzu kam die Single Ich wünsch mir ’ne kleine Miezekatze von Wum.

## Sendezeit
Drei mal Neun lief bis zur 25. Ausgabe von 20.15 Uhr bis 21.45 Uhr. Im Anschluss folgte Aktion Sorgenkind – Bilanz der guten Taten. In 15 Minuten wurden darin von einem Moderator mit kurzen Einspielfilmen die Aktivitäten der Aktion Sorgenkind vorgestellt. Es handelte sich zum einen um die Verwendung der Spendengelder, etwa den Kauf eines Behindertentransporters, zum anderen um Spendenaktionen, beispielsweise auf Stadtfesten.
Mit der großen Programmreform des ZDF im Oktober 1973 begann die Show ab der 26. Ausgabe um 19.30 Uhr. Die Programmzeitschriften wiesen eine Sendezeit bis 21.00 Uhr aus und erwähnten die Die Bilanz der guten Taten von nun an nicht mehr. Tatsächlich dauerte Drei mal Neun nur 75 min, dann folgte wie gewohnt Die Bilanz der guten Taten.

## Erfolg
Drei mal Neun geriet zu einem immensen Erfolg. Bereits die erste Ausgabe wurde in der telefonischen Umfrage mit +4 benotet, spätere Folgen dann sogar mit dem schon sehr guten Wert +5. Die Sehbeteiligung stieg bis auf 73 % an und übertraf sämtliche anderen Shows des ZDF sowie das beliebte Quiz Einer wird gewinnen. Von 1969, also noch zur Zeit von Vergißmeinnicht, bis 1971 stiegen der Lotterieerlös der Aktion Sorgenkind von 1,72 Mio. DM sprunghaft auf 7,29 Mio. DM und die Spendeneinnahmen von 3,92 Mio. DM auf 8,03 Mio. DM. Wim Thoelke erhielt für den überraschend großen Erfolg ein silbernes und ein goldenes Bambi, außerdem eine Honorarerhöhung von 15.000 DM auf 25.000 DM je Sendung für das zweite Jahr – allerdings inklusive Mehrwertsteuer, da er mit Beginn der Reihe seine Festanstellung beim ZDF aufgegeben hatte.

## Nachfolgesendung
Drei mal Neun wurde wegen des großen Aufwands einer Liveshow aus verschiedenen Städten eingestellt. Es folgte der Der große Preis. Dieser behielt die Zeichentrick-Einspielungen mit Wum bei, ebenso die Aktion Sorgenkind mit Walter Spahrbier und dem Bericht im Anschluss der Show.

## Ausstrahlungen im ZDF
| DATUM       | FOLGE | GÄSTE |
| 10.09.1970  | 01    | Love Generation, Wolf Gerlach, Franzl Hamberger (Kabarettist), Wencke Myhre, Walter Spahrbier, Jockel Fuchs, Wolfgang Mischnick, Richard Stücklen, Harald Nielsen (Kabarettist), Siegfried Andrich (Nachrichtensprecher), Beate Hasenau, Ekkehard Fritsch, Sepp Herberger, Udo Jürgens, Herbert F. Schubert und das ZDF-Ballett sowie das Orchester Max Greger |
| 08.10.1970  | 02    | |
| 19.11.1970  | 03    | Esther Ofarim, Golden Gate Quartet, Charly Sanders |
| 17.12.1970  | 04    | Roy Black, Fischer-Chöre, Eloise & The Peanuts Taylor Group |
| 28.01.1971  | 05    | Kurt Buecheler, Rex Gildo, Wyn Hoop, Andrea Horn, Los Muchachos, Rita Pavone, Facio Santillian |
| 04.03.1971  | 06    | Dan Blocker |
| 27.05.1971  | 07    | |
| 01.07.1971  | 08    | Costa Cordalis, Dalida, Heinz Erhardt, Karel Gott, The Jay Five, Waclaw Kisielewski, Helmut Schmidt, Marek & Vacek |
| 16.09.1971  | 09    | Peter Alexander, Heidi Kabel, Eloise & The Peanuts Taylor Group, Jürgen von Manger, Hanna Aroni, Carole Dawn Reinhart |
| 14.10.1971  | 10    | Alpha & Omega, Rico Lanza, Uwe Röhrdanz, Anneliese Rothenberger |
| 09.12.1971  | 11    | Katja Ebstein, Ellen Friese, Rudolf Schock, Tölzer Knabenchor, The Veterans, Wyn Hoop & Andrea Horn |
| 27.01.1972  | 12    | Roberto Blanco, Jürgen Feindt, Udo Jürgens, Petra Pascal, Herbert F. Schubert, Starlets Chor, Trientiner Bergsteigerchor |
| 02.03.1972  | 13    | Roy Black, Franz Lambert, Tonia, Johnny Cash, Cindy & Bert, Jacob Sisters |
| 07.04.1972* | 14    | Daliah Lavi, Love Generation, James Lloyd, Max Greger, Henry Vahl, Klaus Schwarzkopf |
| 25.05.1972  | 15    | Maria Tiboldi, René Kollo, Toni Lakatos, Geschwister Bender, Nana Mouskouri, Peter Rubin |
| 29.06.1972  | 16    | Maria Prado, Adam & Eve, Carmela Corren, Rex Gildo |
| 10.08.1972  | 17    | Caterina Valente, Betty Dorsey, Milva, Tony Marshall, Buddy Caine, Manfred Morgan, Jürgen Feindt |
| 05.10.1972  | 18    | Hanna Aroni, Walter Gampert, Christin Hölzle, Herbert F. Schubert, Tölzer Knabenchor, Wanja, Helmut Zacharias |
| 14.12.1972  | 19    | |
| 18.01.1973  | 20    | |
| 22.02.1973  | 21    | Michael Schanze |
| 05.04.1973  | 22    | Mireille Mathieu, Peter Kraus |
| 24.05.1973  | 23    | |
| 28.06.1973  | 24    | Wolfgang Sauer, Adamo, Eddie Constantine |
| 23.08.1973  | 25    | Viktor Klimenko, Erik Silvester, Wanja |
| 04.10.1973  | 26    | Peter Alexander, Peter Frankenfeld, Tamás Hacki |
| 06.12.1973  | 27    | Walter Scheel |
| 17.01.1974  | 28    | Uri Geller, Patrik Fisher |
| 14.03.1974  | 29    | Rut Rex, Rex Gildo, Katja Nick |
| 23.05.1974  | 30    | |
| 27.06.1974  | 31    | |

* Termin ursprünglich für den 6. April 1972 geplant, jedoch Ausstrahlung verschoben wegen des Todes von Alt-Bundespräsident Heinrich Lübke.